# 楼云
楼云（1964年6月23日—），浙江杭州人，祖籍浙江诸暨，中国前体操运动员。在长达16年的体操生涯里共获得86枚金牌。他连续两次夺得奥运会跳马金牌，被誉为“跳马王”。

## 运动生涯
楼云8岁起开始练习体操，1973年入杭州市体校，同年12月入选浙江省体操队，进行了比较正规、系统的训练。1977年被选入国家体操队，教练杨明明。
1981年楼云参加了在日本举行的“中部日本杯”国际体操邀请赛，获跳马和自由体操冠军。之后他又参加了东京都国际体操赛，又将这两块金牌收入囊中。
1983年在匈牙利举行的第22届世界体操锦标赛上，楼云和与队友黄玉斌、李小平、李宁等合作，为中国队首次夺得了男子团体冠军，打破了前苏联垄断这个项目世界冠军长达30年的局面。同时，楼云还获得了双杠单项金牌。如果说前面的几次邀请赛的冠军是“小荷才露尖尖角”的话，这两枚世界冠军的金牌使楼云在技术上，心理上成熟起来。
1984年第二十三届洛杉矶奥运会，中国派出353人组成的大型代表团参赛，楼云也随队前往。在队友马燕红为中国体操带来第一块体操金牌，李宁更是一人独得自由体操、鞍马、吊环三块金牌后，楼云也不甘示弱，夺得了跳马单项金牌和自由体操银牌，为他夺得金牌的动作就是后来以他名字命名的“楼云跳”，自此拥有了“跳马王”的美誉。这届奥运会中，中国体操队夺得五块金牌，一直以来，都是当时中国体操队夺得金牌次数最多的一届。该纪录直到24年后的北京奥运会才被打破。
1987年在荷兰举行的第24届世界体操锦标赛上，楼云发挥稳定，获得自由体操和跳马两项冠军，是该届世锦赛唯一获得金牌的中国选手。
1988年第24届汉城奥运会上，整个中国队遭遇了滑铁卢，体操队也不例外。在李宁等名将相继失败后，楼云调整了心态，发挥出色，蝉联了跳马冠军，这块金牌是中国体操队获得的唯一一块金牌，也是中国体育代表团在该届奥运会上获得宝贵的5块金牌之一。楼云也是至今为止唯一一位蝉联同一体操单项奥运冠军的中国运动员。由于他的出色表现，被《世界体操》杂志与国际体育报刊联合会共同评选为1988年世界体操“十佳运动员”。
汉城奥运会之后，随着好友李宁，许海峰的相继退役，加上当时中国的体操也进入低潮期，楼云也选择了退役。多年以后，在谈到当年的决定的时候，楼云有点叹息。退役时他还处于运动鼎峰时期，如果继续保持状态的话，是完全可以有可能参加1992年巴塞罗那奥运会。

## 退役后生活
楼云退役后，进军商场。开始的方向主要还是利用跳马王的品牌从事体育用品的经营。他先后担任了广东东莞通达制衣集团公司总经理助理、楼云运动精品商行董事长、浙江巨鹰集团公司副总经理兼杭州分公司总经理、阿迪达斯中国代理公司助理总经理等职。
由于缺少经验，楼云下海经商遭受挫折，并卷入一场官司。之后，于1995年移居美国。1999年回国进入房地产业，2002年，楼云成立北京楼云置业有限公司，担任总经理。 
楼云育有一女，取名楼楼。

## 命名技术动作
楼云技术全面，强项是跳马和自由体操。一共有两个体操动作以他的名字命名：
- 楼云空翻—分腿侧空翻二周转体270度
- 楼云跳—前手翻直体前空翻转体540度或直体奎尔沃转体360度

### 引用
1. ↑  .   [2007-03-26]. （原始内容存档于2007-06-10）.